# Mary Elizabeth Blake
Mary Elizabeth Blake (Dungarven, Irlanda, 1 de septiembre de 1840-26 de febrero de 1907) fue una poetisa estadounidense.

## Biografía
Aunque nació en Irlanda, su familia se trasladó a los Estados Unidos cuando tenía 6 años. Su padre era un hombre leído. Mary se formó en escuelas públicas y privadas. En 1865 se casó con el doctor John G. Blake, uno de los más destacados del estado de Massachusetts.
Sus obras, tanto los poemas como los ensayos, se publicaron en diferentes revistas y periódicos. Asimismo, a petición del ayuntamiento de Boston, escribió un poema que se leyó durante el memorial en honor del abolicionista Wendell Phillips. También participó en un evento similar en memoria del almirante David Dixon Porter.
Falleció en 1907, a los 66 años de edad.

## Obras
Sus obras más destacadas son:
- Poems (1881)
- On the Wing (1883)
- Mexico (1885)
- A Sumer Holiday (1890)
- Verses Along the Way (1890)

## Atribución
- Este artículo contiene texto traducido desde una publicación que se encuentra ahora en dominio público: Willard, Frances Elizabeth; Livermore, Mary Ashton Rice (1897). American Women: Fifteen Hundred Biographies with Over 1,400 Portraits : a Comprehensive Encyclopedia of the Lives and Achievements of American Women During the Nineteenth Century. Mast, Crowell & Kirkpatrick.

- Datos: Q6779422
- Multimedia: Mary Elizabeth Blake / Q6779422